# Верещагин, Фёдор Фомич
Фёдор Фоми́ч Вереща́гин (2 февраля 1927, Беляковское, Уральская область — 27 марта 1991, Челябинск) — бригадир экскаваторной бригады строительного управления «Земстрой-1» треста «Южуралспецстрой» Министерства строительства предприятий тяжёлой индустрии СССР, Герой Социалистического Труда (1976).

## Биография
Фёдор Фомич Верещагин родился 2 февраля 1927 года в крестьянской семье в селе Беляковском Беляковского сельсовета Частоозерского района Ишимского округа Уральской области, ныне село входит в Частоозерский муниципальный округ Курганской области. По национальности русский.
Окончив в 1941 году 5 классов, из-за начавшейся Великой Отечественной войны оставил учёбу и работал в колхозе прицепщиком, после окончил курсы трактористов и с 1943 года работал по специальности.
В 1950 году переехал в Челябинск, трудоустроился в строительное управление «Земстрой-1» треста «Южуралспецстрой»: помощник машиниста экскаватора, с 1953 года — машинист экскаватора, с 1961 года — бригадир экскаваторщиков. Участвовал в строительстве ряда объектов Челябинского металлургического завода, в реконструкции Челябинского тракторного завода и Челябинского трубопрокатного завода, в строительстве завода стального профнастила, жилого массива на Северо-Западе.
В 1972—1982 годах ежегодно признавался лучшим механиком СССР, Минтяжстроя СССР, треста «Южуралспецстрой». Регулярно перевыполнял план, нормы семилетки (1959—1965) экипаж экскаватора выполнил за три года и восемь месяцев. Планы восьмой (1966—1970) и девятой (1971—1975) пятилеток — за два года и одиннадцать месяцев.
Указом Президиума Верховного Совета СССР от 16 марта 1976 года «за выдающиеся производственные успехи, достигнутые в выполнении заданий девятой пятилетки» удостоен звания Героя Социалистического Труда с вручением ордена Ленина и золотой медали «Серп и Молот».
В 1986 году вышел на заслуженный отдых.
В 1987 году опубликовал книгу «Зрелость», в которой делился многолетним опытом работы. Жил в Челябинске.
В 1987 году поддержал идею привлечения лучших производственников страны для работы мастерами производственного обучения в профессиональных училищах и пришел работать в СПТУ № 99 города Челябинска мастером производственного обучения и инструктором по вождению. Здесь он стал обучать ребят на экскаваторе, на котором работал когда-то сам и который был передан коллективу училища в 1976 году. Работал по 1991 год.
Фёдор Фомич Верещагин скончался 27 марта 1991 года в городе Челябинске Челябинской области. Похоронен <где?>.

## Награды
- Герой Социалистического Труда, 16 марта 1976 года
  - Медаль «Серп и Молот» № 17637
  - Орден Ленина № 424578
- Орден Ленина, 11 августа 1966
- Орден Октябрьской Революции, 5 апреля 1971 года
- Юбилейная медаль «За доблестный труд. В ознаменование 100-летия со дня рождения Владимира Ильича Ленина», 1970 год[6]
- Звание «Заслуженный строитель РСФСР».
- Звание «Почётный гражданин города Челябинска», Решение Исполнительного Комитета Челябинского городского Совета народных депутатов от 19 сентября 1978 года № 336[7].
- Звание Ударник девятой пятилетки
- Звание Победитель социалистического соревнования

## Книга
- Верещагин Ф.Ф. Зрелость / лит. запись А.А. Ярушина. — Челябинск: Юж.-Урал. кн. изд-во, 1987. — 94 с. — 3500 экз.[8]